# Legends of Oz: Dorothy's Return
Pour plus de détails, voir Fiche technique et Distribution.
Legends of Oz: Dorothy's Return est un film d'animation américano-indien, réalisé par Will Finn et Dan St. Pierre (en), sorti en 2013.

## Synopsis
Au pays d'Oz, les dirigeants de la Cité d'Emeraude découvrent qu'un bouffon maléfique a volé le balai de l'ancienne méchante sorcière de l'Ouest. Leur avenir étant menacé, ils invoquent Dorothy Gale pour sauver à nouveau le royaume...

## Fiche technique
- Titre original : Legends of Oz: Dorothy's Return
- Réalisation : Will Finn, Dan St. Pierre (en)
- Scénario : Adam Balsam, Randi Barnes, d'après l'œuvre de Roger S. Baum
- Direction artistique : Seth Engstrom
- Décors : Dan St. Pierre (en)
- Montage : Dan Molina, Stan Webb
- Musique : Toby Chu (en)
- Production : Roland Carroll, Ryan Carroll, Bonne Radford
  - Production déléguée : Greg Centineo, Neil L. Kaufman, Rene Torres
  - Production associée : Bob Lanning, Jordan Washington, Douglas Wright
  - Coproduction : Kristin Dornig, Arish Fyzee
- Société(s) de production : Summertime Entertainment, Prana Animation Studios, Prana Studios
- Société(s) de distribution :  Clarius Entertainment
- Budget : 
  - 70 000 000 $ US[1],[2]
- Pays de production : États-Unis, Inde
- Année : 2013
- Langue originale : anglais
- Format : couleur – dolby
- Genre : animation
- Durée : 92 minutes
- Dates de sortie : 
  - France : 14 juin 2013 (Festival international du film d'animation d'Annecy)
  - États-Unis : 3 mai 2014 (Westwood, Californie)

## Distribution
- Dan Aykroyd (VF : Julien Chatelet) : L'épouvantail (voix)
- James Belushi : Le lion peureux (voix)
- Kelsey Grammer : L'homme en étain (voix)
- Lea Michele  : Dorothy (voix)
- Tacey Adams : Tante Em (voix)
- Michael Krawic : Oncle Henry (voix)
- Martin Short (VF : Benjamin Pascal) : Le bouffon (The Appraiser / The Jester) (voix)
- Bernadette Peters : Glinda (voix)
- Randi Soyland[3] : You / Handmaiden (voix)
- Oliver Platt : Wiser le hibou (voix)
- Hugh Dancy : Marshall Mallow (voix)
- Brian Blessed : Juge Brise-mâchoire (voix)
- Douglas Hodge : Avocat fruit rayé (voix)
- Debi Derryberry : Stenographer (voix)
- Randy Crenshaw : Garde chinois / Shériff au Kansas (voix)
- Randal Keith : First Minister / Winkie Suitor (voix)
- Megan Hilty : La princesse de Chine / Reine Souris (voix)
- Richard Steven Horvitz (en) : Munchin Suitor (voix)
- Tom Kenny : Prétendant Munchkin (voix)
- Pete Sepenuk : Papa Arbre (voix)
- Betsy Roth : Maman arbre (voix)
- Patrick Stewart : Tugg (voix)
- Bonnie Wright : La Princesse d'Oz (voix)
- Filip Watermann : Singe volant (voix)

Galerie photo des acteurs
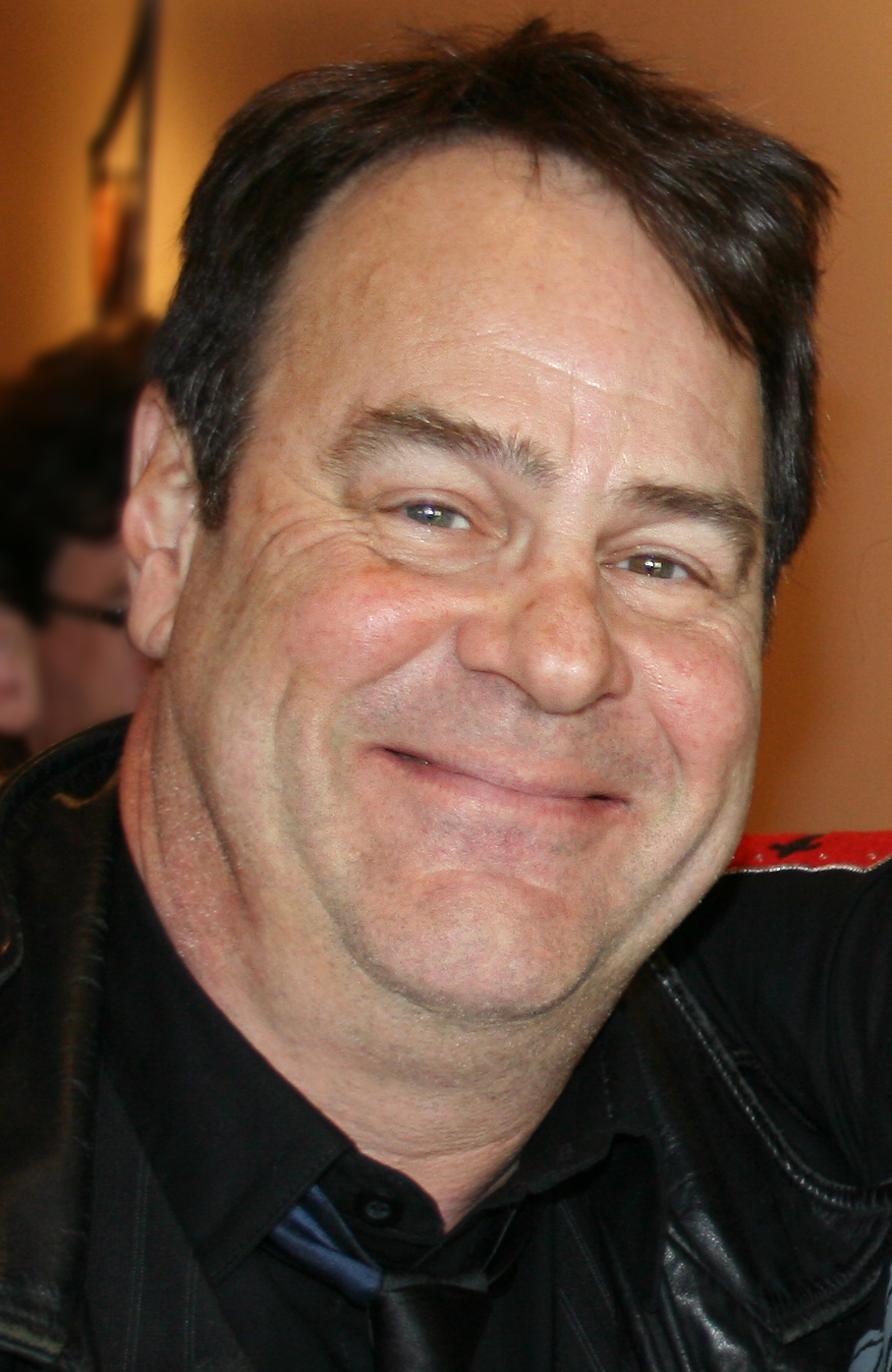
Dan Aykroyd
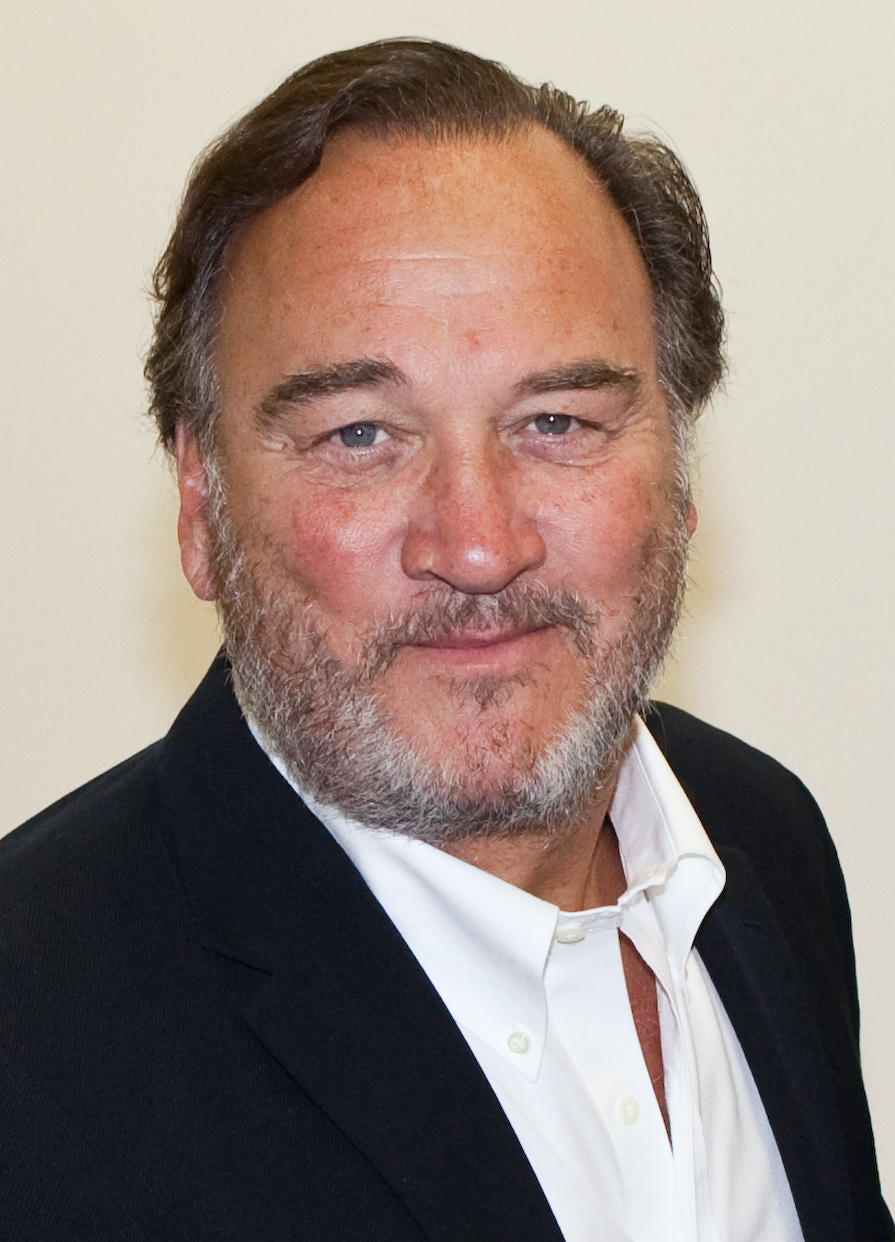
James Belushi
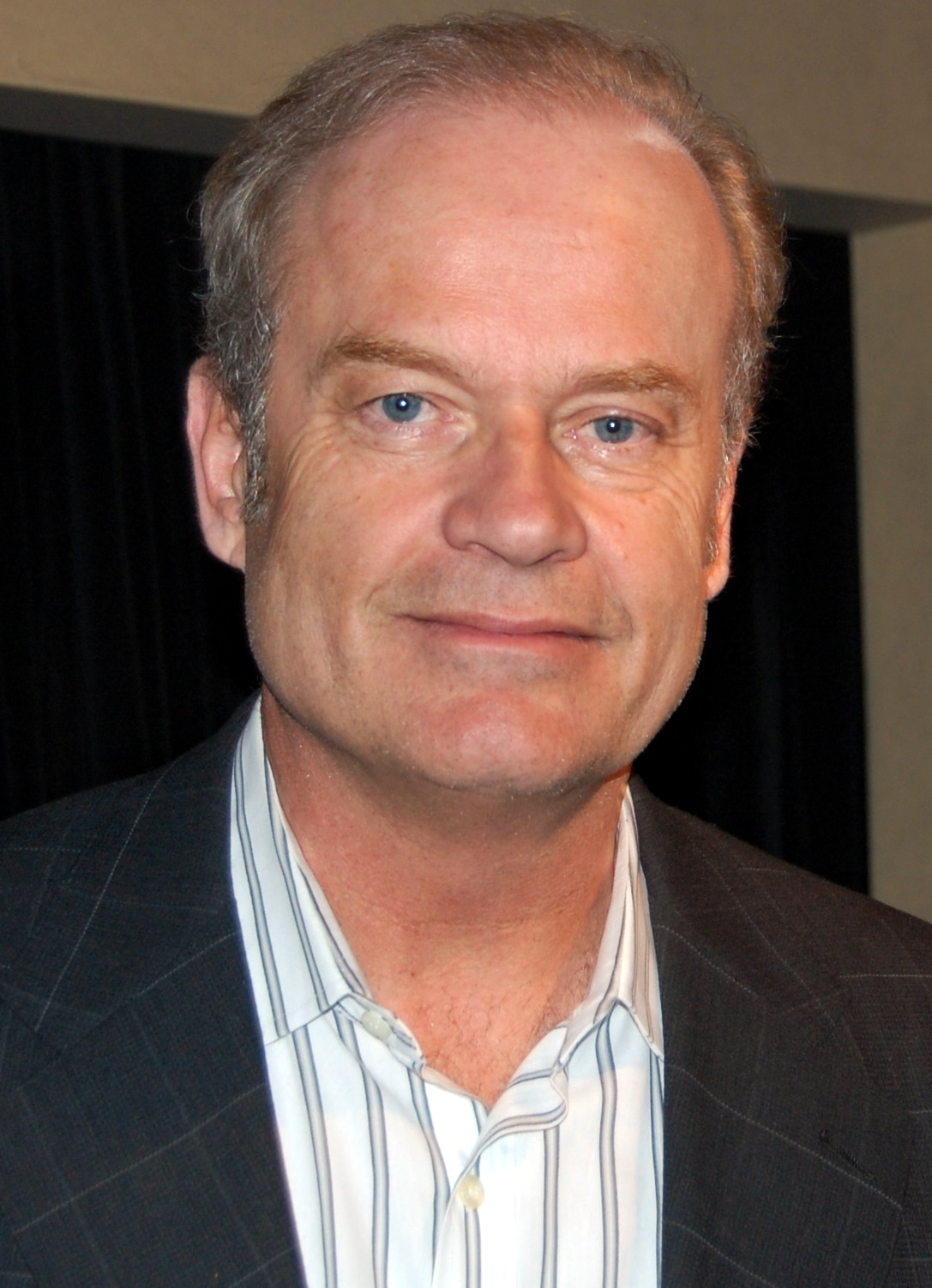
Kelsey Grammer
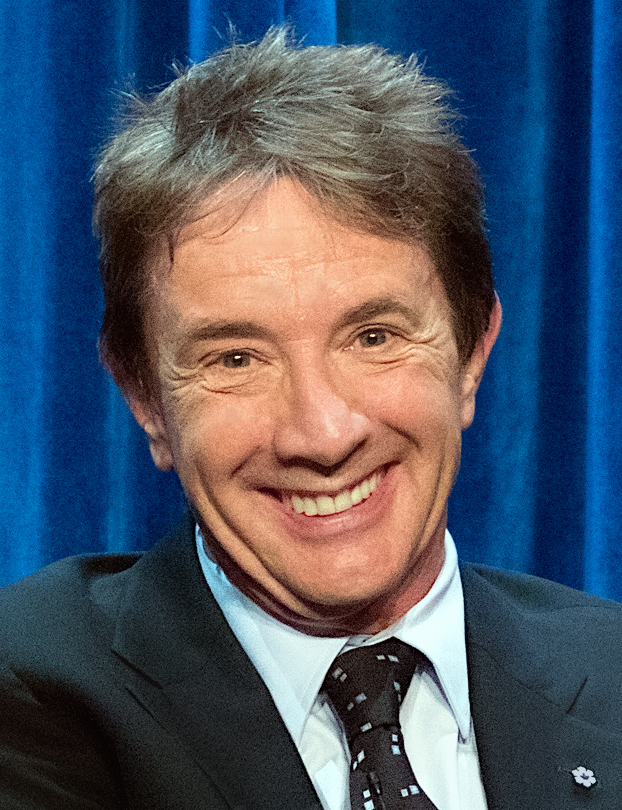
Martin Short
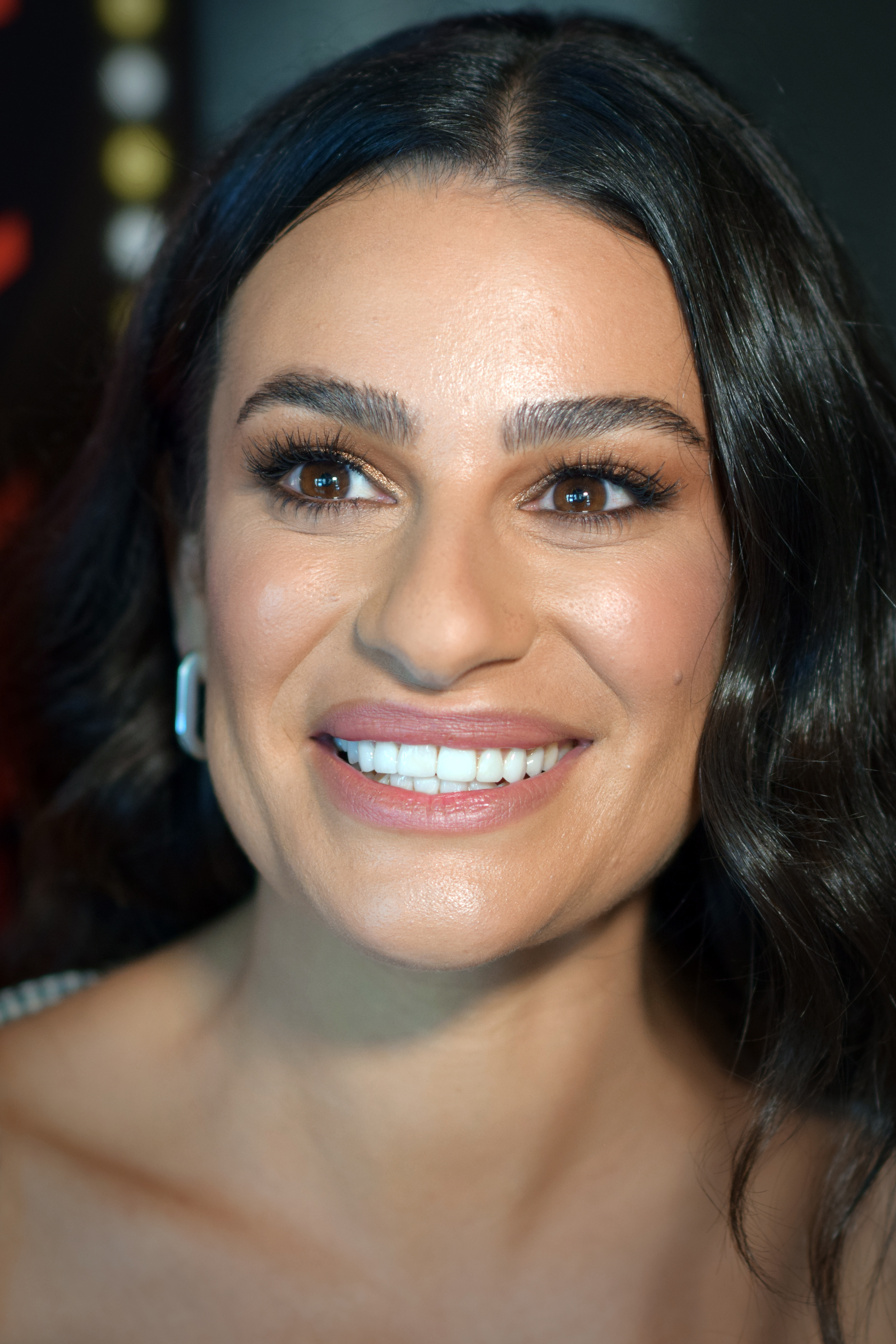
Lea Michele
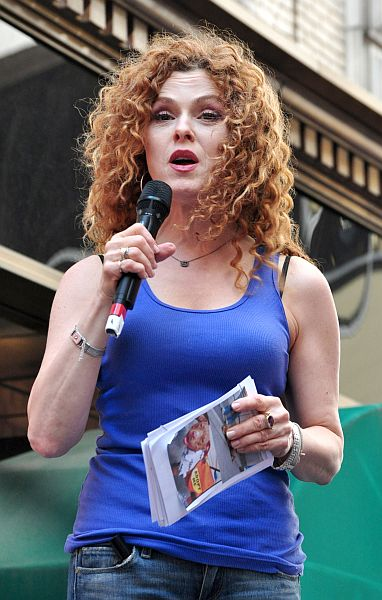
Bernadette Peters

## Distinction

### Nomination
- Festival international du film d'animation d'Annecy 2013 :
  - « Longs métrages » pour Will Finn et Dan St. Pierre (en)